# Admiralspalast

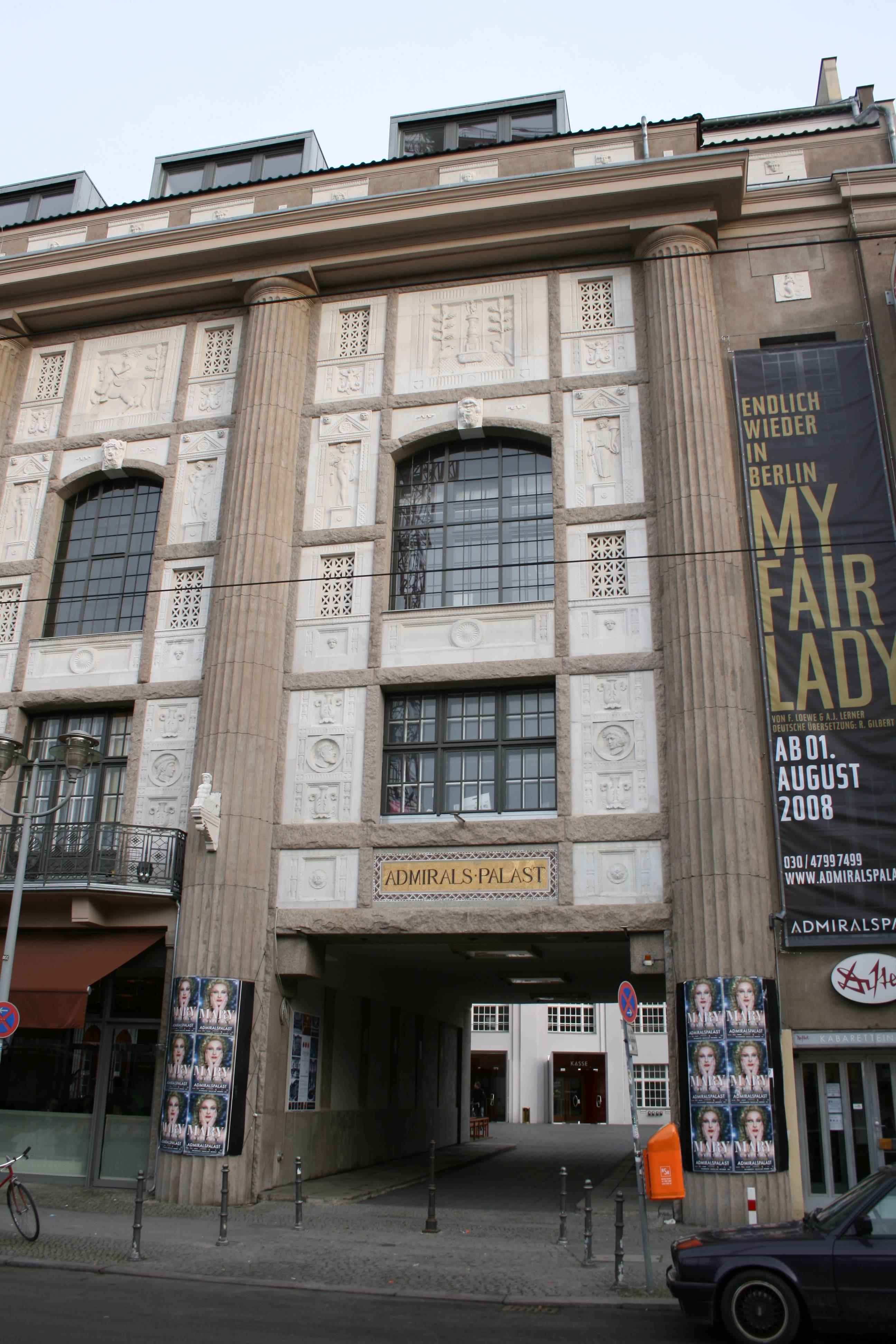
Admiralspalast

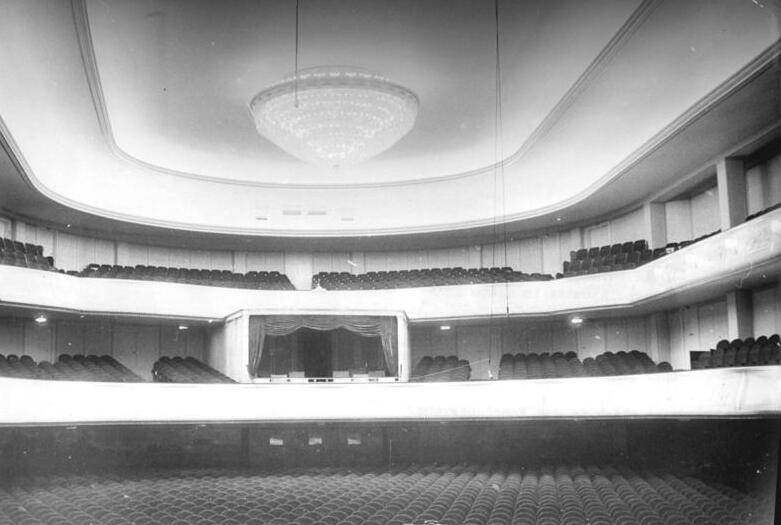

El Admiralspalast es un teatro de Berlín, Alemania, en la Friedrichstraße. Inaugurado en 1910 es uno de los pocos que sobrevivió a la Segunda Guerra Mundial.
Originalmente un teatro de variedades y music-hall albergaba pistas de patinaje, baños públicos, cafés y cine abiertos en continuado día y noche. 
Después de la Primera Guerra Mundial se convirtió en teatro de revistas y operetas como Drunter und drüber de Walter Kollo.
Entre 1946 y 1955 albergó la Opera del Estado de Berlín, debido a que la sede fue bombardeada. 
Las representaciones siguieron bajo el nombre de Teatro Metropol.
Se restauró y reabrió sus puertas en el año 2006 con La ópera de tres centavos de Bertolt Brecht-Kurt Weill dirigida por Klaus Maria Brandauer.